# 580. pr. n. št.
580. pr. n. št. je drugo desetletje v 6. stoletju pr. n. št. med letoma 589 pr. n. št. in 580 pr. n. št.. 